# Монастырь Кристгартен
Монастырь Кристгартен (нем. Kloster Christgarten) — бывший мужской картезианский монастырь, располагавшийся на территории баварской коммуны Эдерхайм (Швабия) и относившийся к аугсбургской архиепархии; обитель, посвященная апостолу Петру, была основана в 1383 году графами Людвигом и Фридрихом фон Эттингенами; распущен в середине XVII века, затем его строения были разрушены — за исключением части монастырской церкви.

## История и описание
Название «Картезианская долина», относящееся к местности возле Болльштатта (район Нордлинген) восходит к монастырю картезианцев, который графы Людвиг и Фридрих фон Эттинген основали в данном уединенном месте в 1383 году. Первые монахи прибыли в обитель Кристгартен из Нюрнберга, где картезианский орден обосновался за три года до этого. Создание нового монастыря было подтверждено главой ордена в 1388 году, а ещё через два года состоялась официальная церемония освящения монастырской церкви Святого Петра.
Как большинство картезианских обителей монастырь в Кристгартене состоит из трех основных зон: места совместного пользования (дом настоятеля, трапезная, библиотека и так далее), жилая зона и мастерские. Монахи проводят день в полной тишине: им разрешается покидать свою келью только три раза в день. Хотя картезианцы старались воздерживаться от какой-либо связи с внешним миром, постепенно монастырь был объединен с девятью местными приходскими церквями. Состояние общины отшельников значительно возросло — оно частично использовалось для приобретения литургического оборудования для монастырской церкви. Несмотря на богатство, исследователи отмечали, что дисциплина в сообществе монахов длительное время была образцовой.
В эпоху Реформации, в 1547 году, в результате войн и пожаров обитель в долине была разрушена: в последующие годы графы Эттинген финансово поддержали реконструкцию монастыря. Однако даже в 1557 году в монастыре проживало только три священника и один монах — последний настоятель обители перешел в протестантизм. В результате семья местных графов приняла решение о роспуске монастыря; данное решение вызвало протест со стороны ордена — протест привёл к формальной отмене данного решения в 1599 году. После десятилетий споров и тяжб, а также — нового разрушения обители в 1632 году, в 1649 роспуск стал окончательным как с фактической, так и с юридической точек зрения.
7 сентября 1573 года в монастыре родился Элиас Эгингер — немецкий протестантский богослов, филолог и библиотекарь. 
В связи с длительным неиспользованием монастырские строения пришли в негодность: в 1656 году была снесена церковная башня-колокольня, а другие постройки были разрушены в XVIII и XIX веках; так в 1878 году была снесена церковь. На начало XXI века от монастырской церкви сохранился только хор, который сейчас используется местной протестантской приходской церковью. Из внутреннего убранства до наших дней дошли старые кресла в алтарной части, созданные около 1400. Впечатляющий готический крылатый алтарь, созданный художником Гансом Шойфелином из Нёрдлингена, был перемещён в мюнхенскую «Старую пинакотеку»; другие ценные предметы из литургического оборудования картезианской церкви в Кристгартене попали в коллекцию произведений искусства, размещённую в замке Харбург — бывшей резиденции графов Эттинген. На южной стороне, недалеко от церковного хора, расположены руины бывшего монастырского комплекса — с остатками остроконечных готических арочных окон.